# Justizvollzugsanstalt Frankfurt am Main III
Die Justizvollzugsanstalt Frankfurt am Main III (JVA III) ist eine Vollzugsanstalt des Landes Hessen für erwachsene und jugendliche weibliche Gefangene.
Die Anstalt befindet sich im Norden von Frankfurt am Main im Stadtteil Preungesheim, angrenzend an die Justizvollzugsanstalt Frankfurt am Main I.

## Geschichte
Das ursprüngliche Strafgefängnis Frankfurt-Preungesheim wurde 1888 errichtet als Gefängnis für Männer nach Plänen von Carl Krohne. In der Zeit des Deutschen Kaiserreichs und des Nationalsozialismus diente es auch als Hinrichtungsstätte. Es wird von insgesamt bis zu 500 Hinrichtungen ausgegangen. Häftlinge wurden in der Zeit auch als Arbeitskräfte für die Industrie eingesetzt.
Nach dem Zweiten Weltkrieg war es zunächst ein Militärgefängnis. 1955 wurde es nach Umbauten zum Frauengefängnis umgewidmet.

## Heute

### Gefängnisanlage
Das Gefängnis verfügt über Abteilungen für den offenen und den geschlossenen Vollzug. In drei separaten Bereichen sind erwachsene Gefangene, jugendliche Gefangene und Mütter mit Kindern untergebracht. Darüber hinaus stehen behindertengerechte Hafträume zur Verfügung. Insgesamt hat das Gefängnis 381 Haftplätze.
In den letzten 30 Jahren wurde das Gefängnis sukzessive um 12 Neubauten erweitert. Das Unterkunftsgebäude B wurde 2013 eingeweiht und bietet die höchste Sicherheitsstufe. Es ersetzt Hafträume aus dem Altbau von 1888. Die Baukosten betrugen 8,1 Mio. EUR.
Inhaftierte der JVA III können die Sportanlage, den Andachtsraum sowie das medizinische Zentrum der benachbarten, im Jahr 2011 eröffneten, JVA I mitbenutzen.

### Zuständigkeit
Die Zuständigkeiten der Justizvollzugsanstalten in Hessen sind im Vollstreckungsplan des Landes geregelt.
Die Justizvollzugsanstalt Frankfurt am Main III ist zuständig für die Vollstreckung bzw. den Vollzug von:
- Freiheitsstrafen im offenen und geschlossenen Vollzug
- Jugendstrafen im offenen und geschlossenen Vollzug
- Untersuchungshaft
- Ordnungs-, Zwangs- und Erzwingungshaft
- Sicherungsverwahrung
- Abschiebehaft

## Haftbedingungen

### Mutter-Kind-Heim
Unter Leitung von Helga Einsele entstand 1970 in einem Modellversuch das erste Mutter-Kind-Heim in Deutschland. Bereits seit 1969 unterstützt ein externer Verein die Arbeit des Heimes und bietet so z. B. Ausflüge für die Kinder oder Sozialarbeit für die Mütter vor Ort.

### Selbstmorde
Im Jahr 2015 wurde über eine Reihe von Selbstmorden berichtet. Zwischen 2013 und 2015 haben sich in der JVA III drei Frauen das Leben genommen. Nach Aussage einiger Inhaftierter und Mitarbeiter gebe es Lücken in der Suizidprävention.